# Wereldkampioenschap voetbal 2014 (Groep C) Colombia - Ivoorkust
Dit artikel gaat over de wedstrijd in de groepsfase in groep C tussen Colombia en Ivoorkust die gespeeld werd op donderdag 19 juni 2014 tijdens het wereldkampioenschap voetbal 2014. Op dezelfde dag werden de wedstrijden Uruguay – Engeland en Griekenland – Japan gespeeld.

## Voorafgaand aan de wedstrijd
- Colombia staat bij aanvang van het toernooi op de achtste plaats van de FIFA-wereldranglijst. In juli 2013 stond Colombia nog op de derde positie, wat een record was – iets meer dan twee jaar eerder, in juni 2011 had Colombia nog zijn dieptepunt toen het op de 54e positie stond – maar sinds 2013 schommelt Colombia rond de vijfde positie. In april 2014 stond het land nog op de vierde positie, maar de twee daaropvolgende maanden zakte Colombia vier plaatsen. Het land steeg stevig op de ranglijst gedurende het jaar 2012, toen Colombia zestien doelpunten voor en drie tegen kreeg.[1] Drie andere landen die aangesloten zijn bij de CONMEBOL hebben een betere positie op de ranglijst; dit zijn Uruguay, Argentinië en Brazilië.
- Colombia speelde eerder op het toernooi tegen Griekenland. Colombia won die wedstrijd met 3 – 0.
- Ivoorkust staat bij aanvang van het toernooi op de 23e plaats van de wereldranglijst. Na het dieptepunt van Ivoorkust in maart 2004, april 2004 en mei 2004 – toen Ivoorkust op de 75e positie stond – kwam Ivoorkust in een langzame en schommelige periode van stijging. Het land bereikte zijn hoogtepunt toen het in februari 2013, april 2013 en mei 2013 op de twaalfde positie stond. Vanaf toen daalde Ivoorkust naar zijn huidige positie.[2] Eén ander land aangesloten bij de CAF wist in juni 2014 een betere positie dan Ivoorkust op de wereldranglijst te bemachtigen; dat was Algerije.
- Ook Ivoorkust had één wedstrijd achter de rug; het land had namelijk tegen Japan gespeeld, waarvan het met 2 – 1 won.
- Colombia en Ivoorkust speelden nooit eerder tegen elkaar.[3]

## Wedstrijdgegevens
| Datum                | 19 juni 2014                           | 19 juni 2014                           |
| Wedstrijdnummer      | 21                                     | 21                                     |
| Stadion              | Estádio Nacional de Brasília, Brasilia | Estádio Nacional de Brasília, Brasilia |
| Toeschouwers         | 68.748                                 | 68.748                                 |
| Scheidsrechter       | Howard Webb                            | Howard Webb                            |
| Assistenten          | Michael Mullarke Darren Cann           | Michael Mullarke Darren Cann           |
| Vierde official      | Víctor Carrillo                        | Víctor Carrillo                        |
| Man van de wedstrijd | James Rodríguez                        | James Rodríguez                        |
|                      | Colombia                               | Ivoorkust                              |
| Doelpunten           | 2                                      | 1                                      |
| Gele kaarten         | 0                                      | 2                                      |
| Rode kaarten         | 0                                      | 0                                      |
| Wissels              | 3                                      | 3                                      |
| Schoten op doel      | 8                                      | 12                                     |
| Schoten naast doel   | 3                                      | 3                                      |
| Overtredingen        | 11                                     | 14                                     |
| Hoekschoppen         | 5                                      | 5                                      |
| Buitenspel           | 3                                      | 2                                      |
| Vrije trappen        | 16                                     | 14                                     |
| Balbezit (%)         | 45                                     | 55                                     |

| Colombia | 2 – 1           | Ivoorkust |
| James Rodríguez (Juan Cuadrado) 64' Juan Quintero (Teófilo Gutiérrez) 70'                                                                                               | goals (assists) | 73' Gervinho |
| José Pékerman | bondscoach      | Sabri Lamouchi |
| David Ospina Cristián Zapata Mario Yepes Pablo Armero 72' Juan Zúñiga Carlos Sánchez Abel Aguilar 79' James Rodríguez Juan Cuadrado Teófilo Gutiérrez Víctor Ibarbo 53' | opstellingen    | Boubacar Barry Arthur Boka Didier Zokora Serge Aurier Souleymane Bamba Cheick Tioté 67' Max Gradel Yaya Touré 73' Serey Die Gervinho 60' Wilfried Bony |
| Juan Quintero 53' Santiago Arias 72' Alexander Mejia 79' | wissels         | 60' Didier Drogba 67' Salomon Kalou 73' Mathis Bolly                                                                                                   |
| | gele kaarten    | 55' Didier Zokora 90' Cheick Tioté |

## Wedstrijden
| Groepswedstrijden      |                       |                         |                       |                         |                        |                        |                         |
| Groep A                | Groep B               | Groep C                 | Groep D               | Groep E                 | Groep F                | Groep G                | Groep H                 |
| Brazilië – Kroatië     | Spanje – Nederland    | Colombia - Griekenland  | Uruguay – Costa Rica  | Zwitserland – Ecuador   | Argentinië – Bosnië    | Duitsland – Portugal   | België – Algerije       |
| Mexico – Kameroen      | Chili – Australië     | Ivoorkust – Japan       | Engeland – Italië     | Frankrijk – Honduras    | Iran – Nigeria         | Ghana – U.S.A.         | Rusland – Zuid-Korea    |
| Kameroen – Kroatië     | Australië – Nederland | Japan – Griekenland     | Italië – Costa Rica   | Honduras – Ecuador      | Nigeria – Bosnië       | U.S.A. – Portugal      | Zuid-Korea – Algerije   |
| Brazilië – Mexico      | Spanje – Chili        | Colombia – Ivoorkust    | Uruguay – Engeland    | Zwitserland – Frankrijk | Argentinië – Iran      | Duitsland – Ghana      | België – Rusland        |
| Kameroen – Brazilië    | Australië – Spanje    | Japan – Colombia        | Italië – Uruguay      | Honduras – Zwitserland  | Nigeria – Argentinië   | U.S.A. – Duitsland     | Zuid-Korea – België     |
| Kroatië – Mexico       | Nederland – Chili     | Griekenland – Ivoorkust | Costa Rica – Engeland | Ecuador – Frankrijk     | Bosnië – Iran          | Portugal – Ghana       | Algerije – Rusland      |
| Achtste finales        |                       |                         |                       |                         |                        |                        |                         |
| Brazilië Chili         | Colombia Uruguay      | Frankrijk Nigeria       | Duitsland Algerije    | Nederland Mexico        | Costa Rica Griekenland | Argentinië Zwitserland | België Verenigde Staten |
| Kwartfinales           |                       |                         |                       |                         |                        |                        |                         |
| Brazilië – Colombia    | Brazilië – Colombia   | Frankrijk – Duitsland   | Frankrijk – Duitsland | Nederland – Costa Rica  | Nederland – Costa Rica | Argentinië – België    | Argentinië – België     |
| Halve finales          |                       |                         |                       |                         |                        |                        |                         |
| Brazilië – Duitsland   | Brazilië – Duitsland  | Brazilië – Duitsland    | Brazilië – Duitsland  | Nederland – Argentinië  | Nederland – Argentinië | Nederland – Argentinië | Nederland – Argentinië  |
| Troostfinale           |                       |                         |                       |                         |                        |                        |                         |
| Brazilië – Nederland   |                       |                         |                       |                         |                        |                        |                         |
| Finale                 |                       |                         |                       |                         |                        |                        |                         |
| Duitsland – Argentinië |                       |                         |                       |                         |                        |                        |                         |

Colfútbol · A-internationals · Selecties · Statistieken · Bondscoaches · Colombiaans vrouwenelftal · Olympisch elftal · Colombia U20 · Colombia U17
1938 – 1949 ·
1950 – 1959 ·
1960 – 1969 ·
1970 – 1979 ·
1980 – 1989 ·
1990 – 1999 ·
2000 – 2009 ·
2010 – 2019 ·
2020 – 2029
WK 1962 · 
WK 1990 · 
WK 1994 · 
WK 1998 · 
WK 2014 · 
WK 2018
OS 1968 · 
OS 1972 · 
OS 1980 · 
OS 1992 · 
OS 2016
1938 · 
1939 · 1940 · 1941 · 1942 · 1943 · 1944 · 
1946 · 
1947 · 
1948 · 
1949 · 
1950 · 1951 · 1952 · 1953 · 1954 · 1955 · 1956 · 
1957 · 
1958 · 1959 · 1960 · 
1961 · 
1962 · 
1963 · 
1964 · 
1965 · 
1966 · 
1967 · 
1968 · 
1969 · 
1970 · 
1971 · 
1972 · 
1973 · 
1974 · 
1975 · 
1976 · 
1977 · 
1978 · 
1979 · 
1980 · 
1981 · 
1982 · 
1983 · 
1984 · 
1985 · 
1986 · 
1987 · 
1988 · 
1989 · 
1990 ·
1991 · 
1992 · 
1993 · 
1994 · 
1995 · 
1996 · 
1997 · 
1998 · 
1999 · 
2000 · 
2001 · 
2002 · 
2003 · 
2004 · 
2005 · 
2006 · 
2007 · 
2008 · 
2009 · 
2010 · 
2011 · 
2012 · 
2013 · 
2014 · 
2015 · 
2016 · 
2017 ·
2018 ·
2019 ·
2020 ·
2021
Algerije ·
Argentinië ·
Australië ·
Bahrein ·
België ·
Bolivia · 
Brazilië ·
Canada ·
Chili ·
China · 
Costa Rica ·
Cuba ·
DDR ·
Duitsland ·
Ecuador ·
Egypte ·
El Salvador ·
Engeland ·
Finland ·
Frankrijk ·
Griekenland ·
Guatemala · 
Haïti ·
Honduras ·
Hongarije ·
Hongkong ·
Ierland ·
Irak ·
Israël ·
Ivoorkust ·
Jamaica ·
Japan ·
Joegoslavië ·
Jordanië ·
Kameroen ·
Koeweit · 
Liberia · 
Marokko ·
Mexico ·
Montenegro ·
Nederland ·
Nederlandse Antillen ·
Nicaragua ·
Nieuw-Zeeland · 
Nigeria ·
Noord-Ierland ·
Noorwegen ·
Panama ·
Paraguay ·
Peru ·
Polen ·
Puerto Rico ·
Qatar ·
Roemenië ·
Saoedi-Arabië ·
Schotland ·
Senegal ·
Servië ·
Slovenië ·
Slowakije ·
Sovjet-Unie ·
Spanje ·
Trinidad en Tobago ·
Tsjecho-Slowakije ·
Tunesië · 
Turkije · 
Uruguay ·
Venezuela ·
Verenigde Arabische Emiraten · 
Verenigde Staten ·
Zuid-Afrika ·
Zuid-Korea ·
Zweden ·
Zwitserland
Brazilië (2014) ·
Engeland (2018) ·
Griekenland (2014) ·
Ivoorkust (2014) ·
Japan (2014) ·
Japan (2018) ·
Polen (2018) ·
Senegal (2018) ·
Uruguay (2014)
FIF · A-internationals · Selecties · Bondscoaches · Statistieken · Ivoriaans vrouwenelftal · Ivoorkust U21 · Ivoorkust U20 · Ivoorkust U19 · Ivoorkust U18 · Ivoorkust U17
1960 – 1969 ·
1970 – 1979 ·
1980 – 1989 ·
1990 – 1999 ·
2000 – 2009 ·
2010 – 2019 ·
2020 − 2029
WK 2006 · 
WK 2010 · 
WK 2014
OS 2008 · 
OS 2020
1960 ·
1961 ·
1962 ·
1963 ·
1964 · 
1965 ·
1966 · 
1967 ·
1968 ·
1969 ·
1970 ·
1971 ·
1972 ·
1973 ·
1974 ·
1975 ·
1976 ·
1977 ·
1978 · 
1979 ·
1980 ·
1981 · 
1982 ·
1983 ·
1984 ·
1985 ·
1986 ·
1987 ·
1988 ·
1989 ·
1990 ·
1991 ·
1992 · 
1993 · 
1994 · 
1995 · 
1996 · 
1997 · 
1998 · 
1999 · 
2000 · 
2001 · 
2002 · 
2003 · 
2004 · 
2005 · 
2006 · 
2007 · 
2008 · 
2009 · 
2010 · 
2011 · 
2012 · 
2013 ·
2014 ·
2015 ·
2016 ·
2017 ·
2018 ·
2019 ·
2020 ·
2021 ·
2022 ·
2023 ·
2024
Algerije ·
Angola ·
Argentinië ·
België ·
Benin ·
Bosnië en Herzegovina ·
Botswana ·
Brazilië ·
Burkina Faso ·
Burundi ·
Centraal-Afrikaanse Republiek ·
Chili ·
Colombia ·
Comoren ·
Congo-Brazzaville ·
Congo-Kinshasa ·
Duitsland ·
Egypte ·
El Salvador ·
Engeland ·
Equatoriaal-Guinea ·
Ethiopië ·
Frankrijk ·
Gabon ·
Gambia ·
Ghana ·
Griekenland ·
Guinee ·
Guinee-Bissau ·
Hongarije ·
Israël ·
Italië ·
Japan ·
Jordanië ·
Kameroen ·
Kenia ·
Koeweit ·
Lesotho ·
Liberia ·
Libië ·
Madagaskar ·
Malawi ·
Mali ·
Marokko ·
Mauritanië ·
Mauritius ·
Mexico ·
Moldavië ·
Mozambique ·
Namibië ·
Nederland ·
Niger ·
Nigeria ·
Noord-Korea ·
Oeganda ·
Oostenrijk ·
Paraguay ·
Polen ·
Portugal ·
Qatar ·
Roemenië ·
Rusland ·
Rwanda ·
Senegal ·
Servië en Montenegro ·
Seychellen ·
Sierra Leone ·
Slovenië ·
Soedan ·
Spanje ·
Tanzania ·
Togo ·
Tsjaad ·
Tunesië ·
Turkije ·
Uruguay ·
Verenigde Staten ·
Zambia ·
Zimbabwe ·
Zuid-Afrika ·
Zuid-Korea ·
Zweden ·
Zwitserland
Argentinië (2006) · 
Colombia (2014) ·
Ghana (2015) ·
Griekenland (2014) · 
Japan (2014) ·  
Nederland (2006) · 
Noord-Korea (2010) · 
Servië en Montenegro (2006) ·
Zambia (2012)